# 笠木望
笠木 望（かさぎ のぞむ、男性、1974年6月4日 - ）は、日本の映画監督。北海道遠軽町出身。兄がいる。上智大学文学部哲学科中退、日活芸術学院演出科修了。演出・脚本の他、映画プロデューサー、撮影監督を務める。

## 来歴
2001年（平成13年）、日活芸術学院の卒業制作として自主製作された『きみのジャージはどこ』が、あきる野映画祭観客審査員賞受賞。京都国際学生映画祭、大阪プラネット映画祭、ツタヤ・インディーズムービーフェスティバル、水戸短編映像祭ほかインディペンデント系映画祭に入選。
2002年（平成14年）、佐藤佐吉オリジナル脚本映画『スワンズソング』（ビデオタイトル：『少女惨殺～スワンズソング～』）で劇場監督デビューする。社会学者宮台真司がダ・ヴィンチ誌にて取り上げる。
2005年（平成17年）、浅野忠信と哀川翔が主演する『東京ゾンビ』（デジタル・フロンティア製作）で監督補佐を務める。
2019年（令和元年）、初オリジナル脚本長編作品『いざなぎ暮れた。』を監督。
同作にて第53回ヒューストン国際映画祭で審査員特別賞と最優秀外国語映画賞を邦画初ダブル受賞。

## 監督作品

### 映画
- 『きみのジャージはどこ』（2001年）京都国際学生映画祭招待作品、水戸短編映像祭観客賞
- 『スワンズソング』（2002年）
- 『Tokyo Real』（2007年）
- 『けっこう仮面 新生』（2012年）
- 『トップ』（2014年）沖縄国際映画祭出品作品
- 『チェリー婦人』（2015年）湖畔の映画祭出品作品
- 『まるごとひょうたんロック・ユー！』（2017年）沖縄国際映画祭出品作品
- 『いざなぎ暮れた。』（2019年）沖縄国際映画祭・モナコ国際映画祭・セントラルミシガン国際映画祭・ブルーリッジ映画祭など27の映画祭に正式出品
- 『吾輩は猫である！』（2021年12月3日、ヒューマントラストシネマ渋谷)[1]

### TV
- 『キャプテンしばた』（2001年、テレビ東京）
- 『湘南瓦屋根物語』（2002年、テレビ東京）
- Music On TV 『UP'sTV』

### オリジナルビデオ
- 『アイネクライネナハトムジーク』（2000年）
- 『元祖・湘南瓦屋根物語』（2006年）
- 『ハメジュク！』（2007年）
- 『インキュバス』（2010年）
- 『TOKYOスピーシーズ』（2011年）

## 脚本作品
- 『きみのジャージはどこ』（2001年）
- 『キャプテンしばた』（2001年）
- 『マネーざんす』（2001年）
- 『湘南瓦屋根物語』（2002年）
- 『黄龍 イエロードラゴン』（2003年）
- 『元祖・湘南瓦屋根物語』（2006年）
- 『Tokyo Real』（2007年）
- 『インキュバス』（2010年）
- 『トップ』（2014年）
- 『チェリー婦人』（2015年）
- 『まるごとひょうたんロック・ユー！』（2017年）
- 『いざなぎ暮れた。』（2019年）

## 舞台演出
- 『By The Way』（2009年）
- 『Sadバラッド』（2011年）
- 『14日の12人』（2012年）

## プロデュース作品
- 『リトルホスピタル』（2003年、テレビ東京）
- 『TOKYO OF THE DEAD』（2004年、山本政志監督）
- 『日が暮れても彼女と歩いてた』（2005年）
- 『カラーズ』（2005年、村上淳・松岡俊介・本多章一出演）
- 『バウムクーヘン』（2006年、一色紗英・山本浩司出演）
- 『聴かれた女』（2007年、蒼井そら主演・山本政志監督）
- 『オモチカエリの物語』（2014年、BeeTVドラマ）
- 『女流闘牌伝 aki』（2017年、岡本夏美・増田有華・岩松了出演）
- 『ノーマーク爆牌党』（2018年）

## 音楽PV
- 林原めぐみ『KOIBUMI』(オリコンチャート3位)
- BABY BOO 『プラネタリウム』
- 村田あゆみ『PolePole！』
- SHY 『わがまま』
- MIO 『あなたに会いたい』
- mona 『Please』『W Beats』『Sunset Love』
- 新藤敦士『Shake!』『slow down』『地球よ廻れ』『Crazy 4 U』
- 松永英也『flower of fire』
- Sana 『カナリア』
- Mellow Yellow 『SupaNova』『On The Rock』撮影
- ナスカ 『やがて』『Furatina Heart』撮影
- トリカブト『Mrカントリーマン』撮影
- パーキッツ 『あしたになあれ』『らびゅらびゅ』撮影
- Empty Black Box 『Foolish』『君の1/2』 撮影
- Zoey 『イヤな奴』『恋人未満』撮影
- 姫野アキラ『エンドロール』撮影
- 桃井はるこ『LOVE.EXE』撮影
- ダーク・ダックス　『LIVE』
- Jet Kelly 『星のリンダ』撮影
- スナッフロール 『スプラッシュ』『It Is Love』撮影
- 聖飢魔II『EL. DORADO』

## 受賞歴
- 第16回あきるの映画祭　観客賞（『きみのジャージはどこ』）
- 第5回水戸短編映像祭　（『きみのジャージはどこ』）
- 2019年アメリカンゴールデンピクチャー国際映画祭　脚本賞・音響賞・助演女優賞　（『いざなぎ暮れた。』）
- 2019年フロストバイト国際映画祭　主演男優賞　（『いざなぎ暮れた。』）
- 2020年カウチ国際映画祭　最優秀作品賞　（『いざなぎ暮れた。』）
- 2020年デプス・オブ・フィールド国際映画祭　最優秀外国作品賞　（『いざなぎ暮れた。』）
- 2020年クラウンウッド国際映画祭　最優秀作品賞　（『いざなぎ暮れた。』）
- 2020年ホワイトユニコーン国際映画祭　最優秀作品賞　（『いざなぎ暮れた。』）
- 第21回ベアボーンズ国際映画祭　最優秀国際長編映画賞　（『いざなぎ暮れた。』）
- 第53回ヒューストン国際映画祭　審査員特別賞・最優秀外国語映画賞（『いざなぎ暮れた。』）